# Académie Carmen

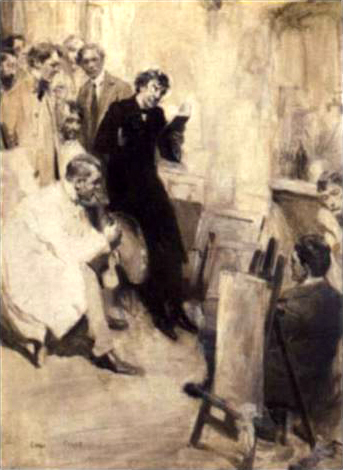
James McNeill Whistler liest aus Die artige Kunst sich Feinde zu machen in der Académie Carmen. Eine Illustration von Cyrus Cuneo fürs Pall Mall Magazine, 1906

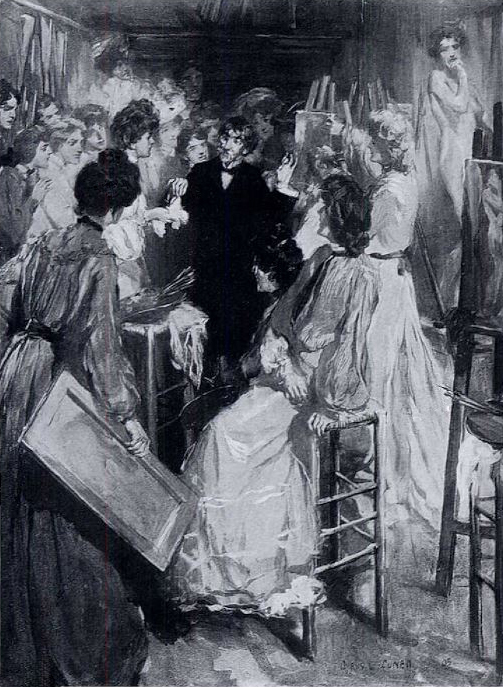
James McNeill Whistler zwischen Schülerinnen in der Académie Carmen. Eine Illustration von Cyrus Cuneo fürs Pall Mall Magazine, 1906

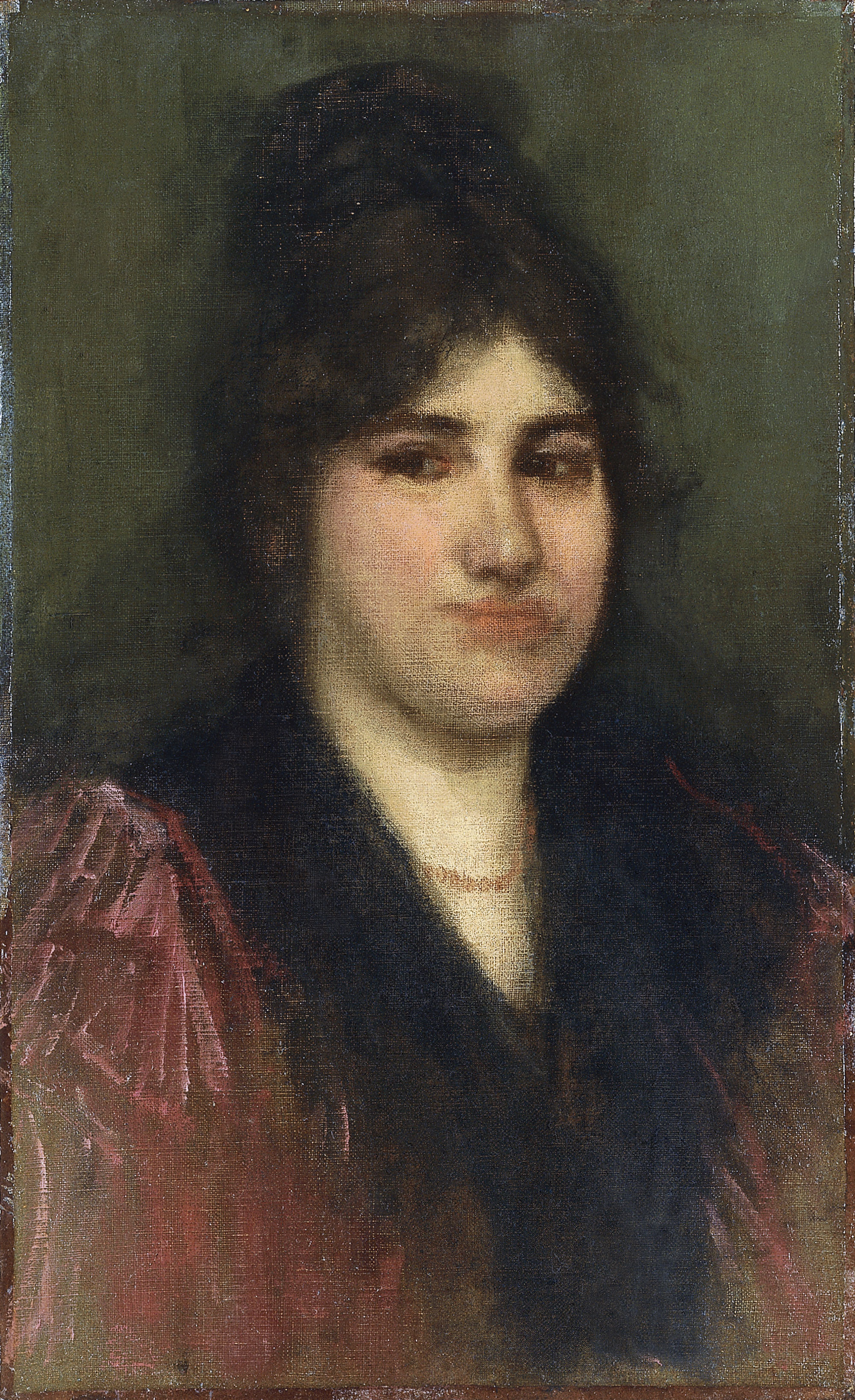
Rosa und Gold: Die Neapolitanerin (Carmen Rossi) von James McNeill Whistler, ca. 1897, Museo Thyssen-Bornemisza

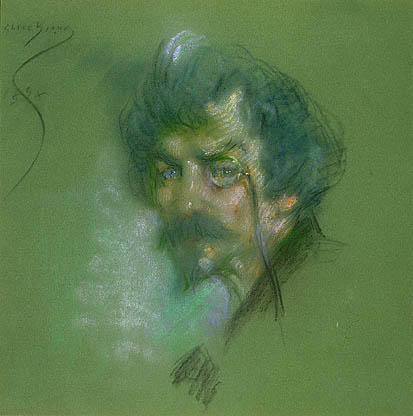
James Abbott McNeill Whistler von Alice Pike Barney, 1898, Smithsonian American Art Museum

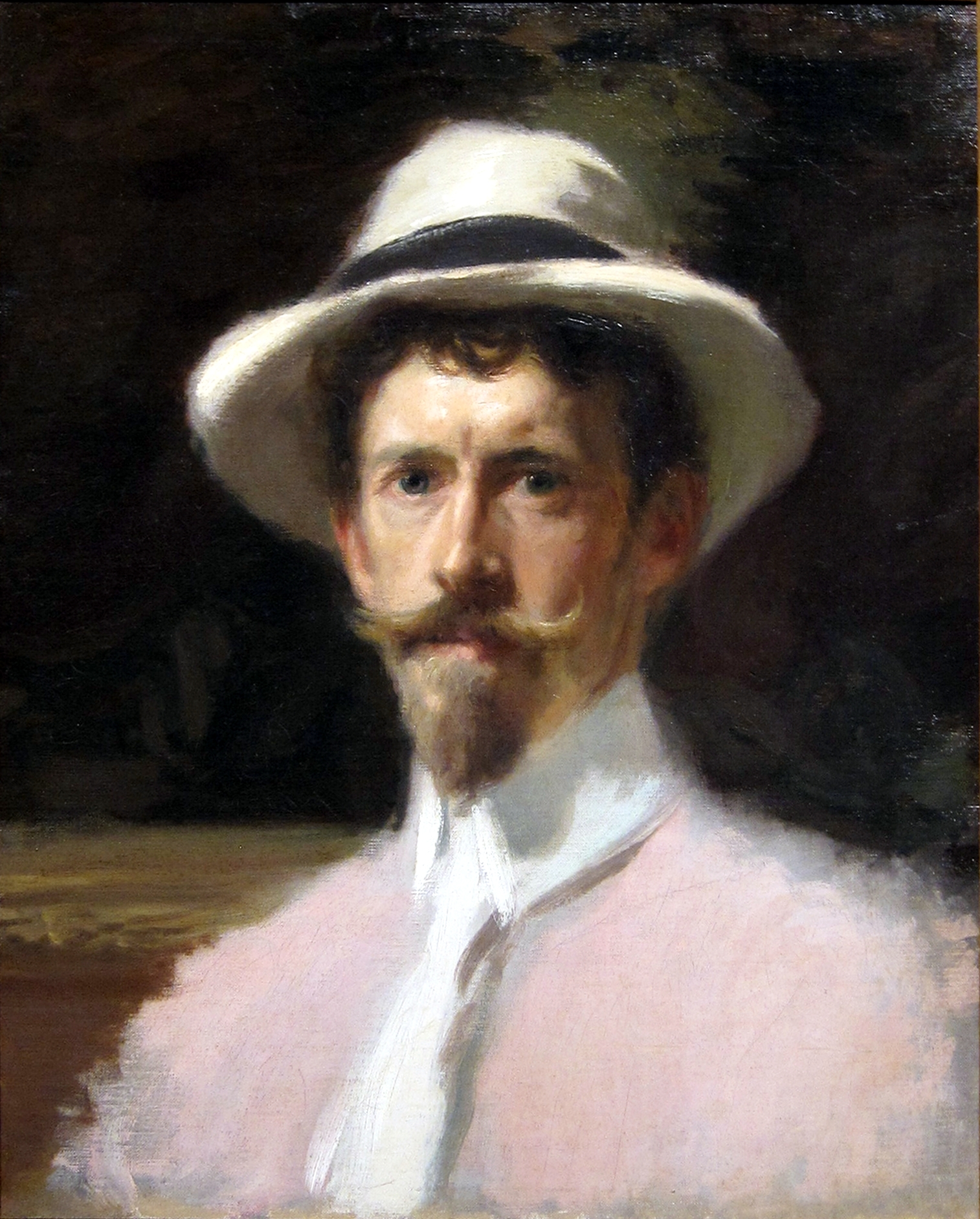
Selbstporträt von Frederick William MacMonnies, 1898–1906, Art Institute of Chicago

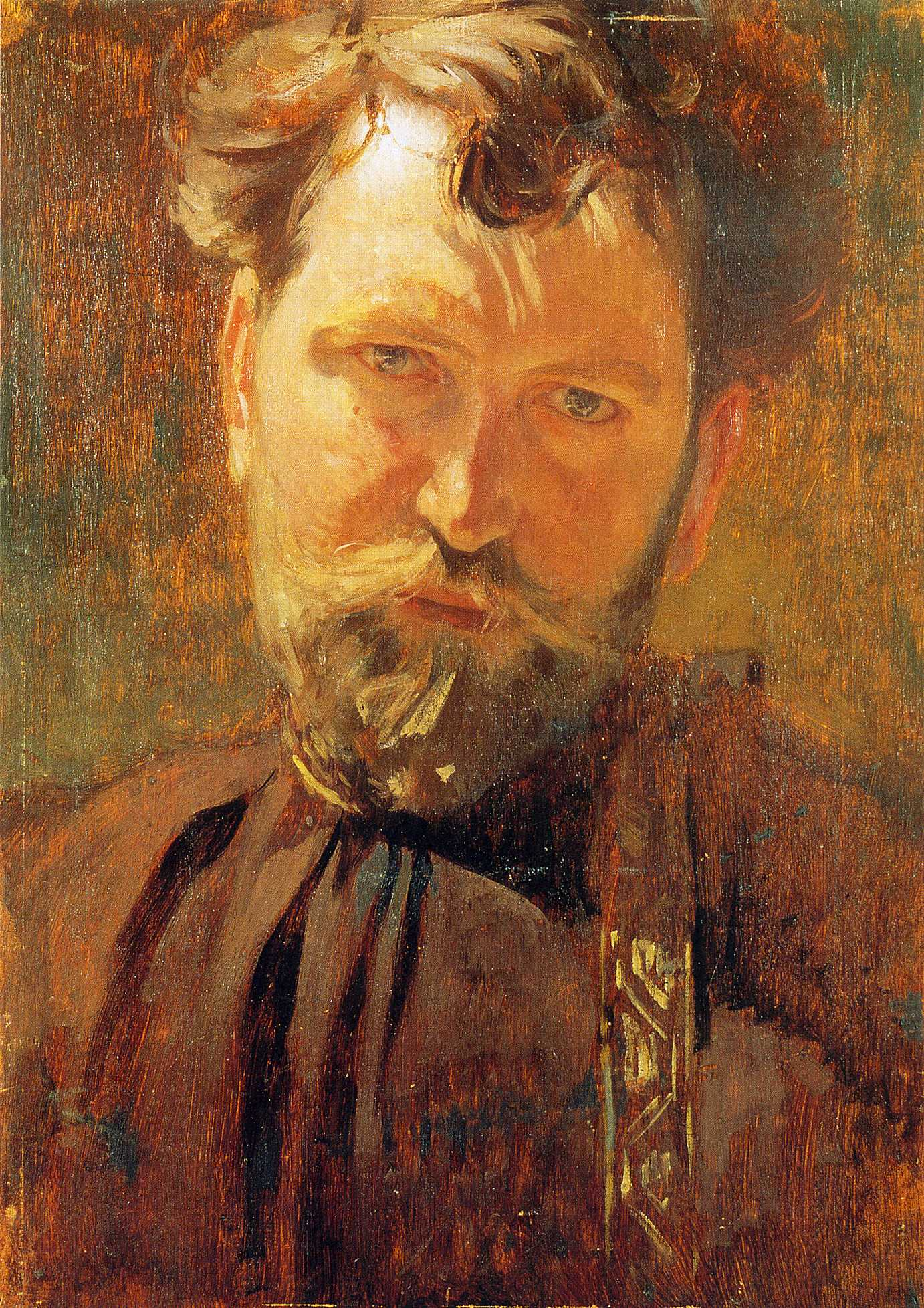
Selbstporträt von Alfons Mucha, 1900, Mucha-Museum

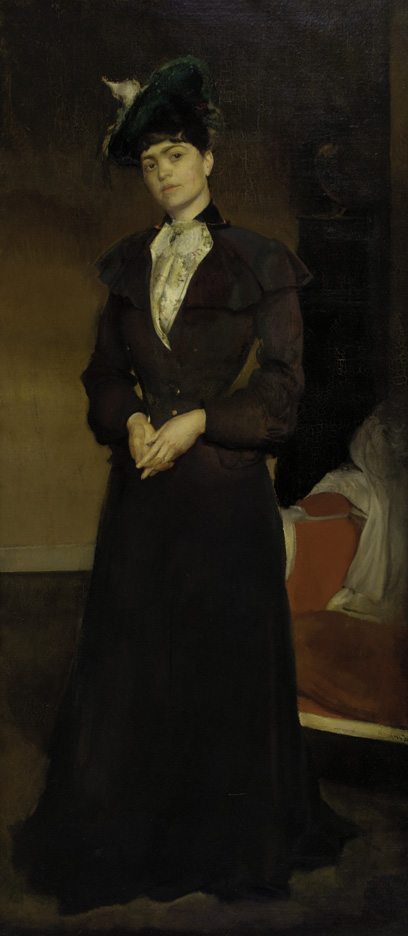
Inez Eleanor Addams, geb. Bate von Clifford Addams, 1906, Pennsylvania Academy of the Fine Arts

Die Académie Carmen war eine private Kunstakademie im Quartier Notre-Dame-des-Champs in Paris in der Passage Stanislas Nr. 6 (jetzt Rue Jules-Chaplain) im 6. Arrondissement und ab 1900 im Quartier Montparnasse am Boulevard du Montparnasse Nr. 134 im 14. Arrondissement. Sie existierte von Oktober 1898 bis April 1901.

## Die Akademie
James McNeill Whistler entschloss sich, Carmen Rossi dabei zu unterstützen, eine Kunstschule in Paris zu eröffnen. Carmen schlug vor, die Schule Académie Whistler zu nennen, und warb auch schon für die Schule unter diesem Namen, doch Whistler entschied sich letztendlich für den Namen Académie Carmen. Whistler wollte Malerei unterrichten und für den Unterricht in der Bildhauerei erklärte sich Frederick William MacMonnies früh bereit. Für einen Kurs im Zeichnen wurde etwas später Alfons Mucha als Lehrer hinzugewonnen. Die für die Schule benötigten Räume wurden in der Passage Stanislas Nr. 6 gefunden, direkt gegenüber dem Atelier von Émile Auguste Carolus-Duran. Es folgten Bekanntmachungen unter anderem in der Londoner Pall Mall Gazette, im überregionalen Daily Chronicle mit Sitz in London, in der Londoner Morning Post und im New York Herald, der neben der amerikanischen auch über eine europäische Ausgabe mit Sitz in Paris verfügte. Aber auch Carmen Rossi sorgte schon vorher, wie gesagt, und auch danach, dass die neue Schule in den Künstlerkreisen von Paris ein Gesprächsthema war.
Anfang Oktober 1898 wurde die Schule eröffnet. Es gab separate Männer- und Frauenklassen mit jeweils zwanzig Schülern. Die Frauenklassen befanden sich im Erdgeschoss und die Männerklassen im ersten Stock. Nach etwas mehr als einem Monat waren es schon sechzig Schüler. Die Regeln waren im Gegensatz zu anderen Schulen streng. Es durfte nicht geraucht, nicht gesungen oder nicht gesprochen werden. Es durften auch keine Bilder an den Wänden hängen. Das löste Unzufriedenheit aus bei einigen Schülern. Auch die Tatsache, dass Whistler immer nur einmal pro Woche kam und die Schüler sonst mit ihren Arbeiten allein ließ, gefiel einigen nicht. Bald waren es nur noch 40 Schüler, doch die, die blieben, akzeptierten die Regeln und Whistlers Lehrmethoden. Als die Frauen bei Carmen Rossi doppelt so viel für die Schule bezahlen mussten wie die Männer, setzte Whistler dem ein Riegel vor und ernannte Inez Bate zur Massière, die sich von nun an um die Geldangelegenheiten der Schule und um die Belange der Schüler kümmerte. 1899 verließ MacMonnies die Schule, sodass von nun an keine Bildhauerei mehr unterrichtet wurde. Und auch Muchas Zeichenkurs fiel weg, weil Mucha 1899 einen zeitraubenden großen Auftrag annahm, zu dessen Vorbereitung er zunächst in den Balkan reisen musste, um Eindrücke zu skizzieren. Im Frühjahr 1900 zog die Schule in das Gebäude am Boulevard du Montparnasse Nr. 134. Inez Bate und Clifford Addams heirateten. Im Oktober 1900 überließ Carmen Rossi Inez Addams die Leitung der Schule, die diese mit nur einem Kurs fürs Modellmalen für Frauen weiterführte. Da Whistler aus gesundheitlichen Gründen die Schule nicht mehr besuchen konnte, wurde auf seine Anweisung hin die Schule am 6. April 1901 geschlossen.
Einige Künstler, die sich auf der Akademie kennenlernten, heirateten später, so zum Beispiel 1900 Inez Bate und Clifford Addams, 1902 Brenetta Herrman und Earl Stetson Crawford, 1903 Nell Marion Tenison und Cyrus Cuneo, Grace Mitchell und Paul Henry sowie Alice Woods und Eugene Paul Ullman.
1906 schuf Cyrus Cuneo sieben Illustrationen für seinen Artikel Whistler's Academy Of Painting. Some Parisian Recollections. (Whistlers Akademie der Malerei. Einige Pariser Rückbesinnungen.) im Pall Mall Magazine Vol. XXXVIII, das im November 1906 erschien.

## Carmen Rossi
Die scheinbar mit einem italienischen Klavierstimmer verheiratete Carmen Rossi (* ca. 1879 in Gallinaro), geborene Caira, stand vermutlich zum ersten Mal 1891 bei James McNeill Whistler in Paris Modell. Im Januar 1892 schien sie laut Whistler dreizehn Jahre alt zu sein. Einer anderen, vielleicht nicht so sicheren Quelle nach, stand sie das erste Mal Modell bei ihm, als sie acht Jahre alt war. Carmen, auch Carmela, war eine Cousine der drei Caira-Schwestern, die auch in Paris als Modelle arbeiteten und 1894 die Académie Vitti eröffneten. 1891 erschien eine Auflage Lithografien von einer Zeichnung Whistlers, bei der Carmen Modell stand, mit dem Titel Drapierte Gestalt, stehend, 1893 erschien Liegende drapierte Gestalt und 1893 sowie 1894 erschienen in mehreren Auflagen Lithografien mit dem Titel Kleine drapierte Gestalt, angelehnt. 1895 porträtierte Whistler sie. Das Gemälde wurde von Whistler mit Purpurrote Note: Carmen betitelt und trägt inzwischen den Namen Carmen Rossi. Auch 1897 malte er sie. Sie könnte ihm erzählt haben, dass sie aus Neapel herstamme, denn das Bild trägt den Titel Rosa und Gold: Die Neapolitanerin. Ca. 1897 arbeitete sie als Modell in der Académie Julian und hatte etwa zur selben Zeit eine Liaison mit Natalie Clifford Barney, der ältesten Tochter der Malerin Alice Pike Barney. Ca. 1898 erschien Carmens Rossis scheinbar etwas fülliger gewordene Erscheinung auf Whistlers Violet und Rosa: Carmen lacht und Harmonie in Rosa und Grün: Carmen. Alice Pike Barney malte sie ebenfalls in den späten 90ern. 1898 gründete Carmen Rossi mit Whistler die Académie Carmen, die sie unter Whistlers Aufsicht leitete.
1900 hatte sie eine Liaison mit der Schülerin Sarah Whitney. Sie übertrug die Leitung der Schule Inez Addams und eröffnete etwas später einen Weinladen.
Im Oktober 1901 stellte James McNeill Whistler fest, dass Carmen Rossi Bilder von ihm aus seinem Pariser Atelier an den Pariser Kunsthändler Charles Hessele verkauft hatte. Er unternahm keine rechtlichen Schritte gegen sie. Inez und Clifford Addams, die beide ein Atelier im Hause der Académie Vitti am Boulevard Montparnasse Nr. 49 gemietet hatten, versuchten Carmen Rossi ausfindig zu machen und forschten nach den Bildern. Im Juni 1902 erklärt Carmen Rossi sich bereit, Whistler zu helfen, das Porträt von ihr Rosa und Gold: Die Neapolitanerin zurückzukaufen. Der Preis stieg in die Höhe, weil das Bild inzwischen öfters den Besitzer gewechselt hatte. Carmen Rossi plante zudem einen Umzug. Laut Joseph Pennell folgte der amerikanische Kunstsammler Charles Lang Freer Carmen Rossi nach Rom und kauft dort von ihr Bilder Whistlers.
Am 17. Juli 1903 starb James McNeill Whistler. Am 25. November 1903 ließ Carmen Rossi im Hôtel Drouot Gemälde, Zeichnungen, Drucke und Briefe Whistlers versteigern. Sie gab an, das meiste als Bezahlung für offene Rechnungen an Whistler erhalten zu haben und dass sie auch einiges aus Whistlers Papierkorb genommen habe. Unter den Werken befanden sich auch das Ölgemälde Nocturne in Blau und Silber: Die Lagune, Venedig und ein Dutzend Zeichnungen, bei denen Carmen Modell stand, nackt, drapiert oder im Komposition zu anderem.
Im Juni 1904 erschien im amerikanischen Kunstmagazin Brush and Pencil der Artikel Whistler's Model and her Relicts (Whistlers Model und ihre Reliquien), der über die Auktion berichtete und Carmen Rossi nicht gerade im besten Licht darstellte.

## Lehrer
- James McNeill Whistler (1834–1903) – Malerei – 1898 bis 1901
- Alfons Mucha (1860–1939) – Zeichenkurs – 1898 bis 1899
- Frederick William MacMonnies (1863–1937) – Bildhauerei – 1898 bis 1899

## Bekannte Schüler
- Lucien Abrams (1870–1941)
- Clifford Addams (1876–1942)
- Frederick Clay Bartlett (1873–1953)
- Inez Eleanor Bate (ab 27. Juni 1900 Inez Eleanor Addams) (1898–1927) – Sie wurde von Whistler zur Massière ernannt und leitete später, von Oktober 1900 bis zum 6. April 1901, die Schule.
- Carlotta Blaurock (1866–1959)
- Simon Bussy (1870–1954)
- Emilia Cimino Folliero (1854-nach 1935)
- Blendon Reed Campbell (1872–1969)
- Alson S. Clark (1876–1949)
- Esther Mabel Crawford (1872–1958)
- Cyrus Cuneo (1880–1916) (Vater von Terence Cuneo)
- Edward Dufner (1872–1957)
- Hugo Melville Fisher (1878–1946)
- Mary Foote (1872–1968)
- Frederick Carl Frieseke (1874–1939)
- Louise Elizabeth Garden MacLeod (1857–1944)
- Lillian Genth (1876–1953)
- Hans Albrecht von Harrach (1873–1963)
- Paul Henry (1876–1958)
- Brenetta Herrman (ab 1902 Brenetta Herrman Crawford) (1876–1956)
- Ilka Howells Dufner (ab 1903 Ilka Howells Renwick Dufner) (1876–1942)
- Paul Henry (1876–1958)
- Henry Salem Hubbell (1870–1949)
- Mary Hughitt Halliday (1866–1957)
- Louise Williams Jackson (1872–1939)
- John Christen Johansen (1876–1964)
- Gwen John (1876–1939)
- Lydia Longacre (1870–1951)
- Lucia Kleinhans Mathews (1870–1955) (Ehefrau von Arthur Frank Mathews)
- Anna Petrowna Ostroumowa-Lebedewa (1871–1955)
- Alice Pike Barney (1857–1931)
- Ambrose McCarthy Patterson (1877–1967)
- Grace Mitchell (1868–1953) (ab 1903 Grace Henry)
- Mary Augusta Mullikin (1874–1964)
- Ida Nettleship (1877–1907) (Sie war eine Ehefrau von Augustus John)
- Lawton S. Parker (1868–1954)
- Caroline Peart (1870–1963)
- Bessie W. Philip
- Gwen Salmond (1877–1958) (Schwester von John Salmond und Geoffrey Salmond)
- Muriel Smith  – Sie war auch ein Modell von James McNeill Whistler[43][44]
- Earl Stetson Crawford (1877–1965)
- William Ostis Swet (1859–1938)
- Nell Marion Tenison (1867–1953) (ab 1903 Nell Marion Cuneo, Mutter von Terence Cuneo)
- Eugene Paul Ullman (1877–1953)
- Mary van der Veer (1865–1945)
- Emmi Walther (1860–1936)
- Charles Henry White (1878–1918)
- Sarah Whitney
- Alice Woods (ab 1903 Alice Woods Ullman) (1871–1959)